# Calp
Calp (valencianskt uttal: [ˈkalp], spanska: Calpe [ˈkalpe]) är en ort och kommun i provinsen Alicante i den autonoma regionen Valencia i östra Spanien. Orten ligger vid Medelhavet, cirka 57,5 kilometer nordost om Alicante. Kommunen har 26 821 invånare (2024), på en yta av 23,59 km².